# フェリツィヨナス・コンスタンティナス・フェダラヴィチュス
フェリツィヨナス・コンスタンティナス・フェダラヴィチュス（Felicijonas Konstantinas Fedaravičius、1938年10月25日 - 2023年6月18日）は、リトアニアの教育学者、ジャーナリスト、詩人。

## 経歴
1958年、ネムネリス・ラドヴィリシュキス中等学校を卒業。1967年、ヴィリニュス教育大学 (VPI) リトアニア語・リトアニア文学学部を卒業。
1961年から1974年までパスヴァリース地区やビルジャイの学校で教壇に立つ。1965年から1966年まで新聞『ビルジエチュー・ジョディス』文化面担当。1974年から1975年まで『ダルバス』文化面担当。1975年から1985年まで『ヨナヴォス・バルサス』文化面担当、1985年から1989年まで同副編集長。1989年から雑誌『ウーキニンカス』の編集長。1990年から1991年まで新聞『ヨナヴァ』編集者。

## 受賞歴
- ヴィンツァス・ミツケヴィチュス＝カプスカス賞（1985年）